# الی تاکلا
الی تاکلا (ایتالیایی: Ely Tacchella; ۲۵ مهٔ ۱۹۳۶ – ۲ اوت ۲۰۱۷) بازیکن فوتبال اهل سوئیس بود.
از باشگاه‌هایی که در آن بازی کرده‌است می‌توان به باشگاه فوتبال لوزان-اسپورت اشاره کرد.
وی همچنین در تیم ملی فوتبال سوئیس بازی کرده‌است.